# Campus de Guajara

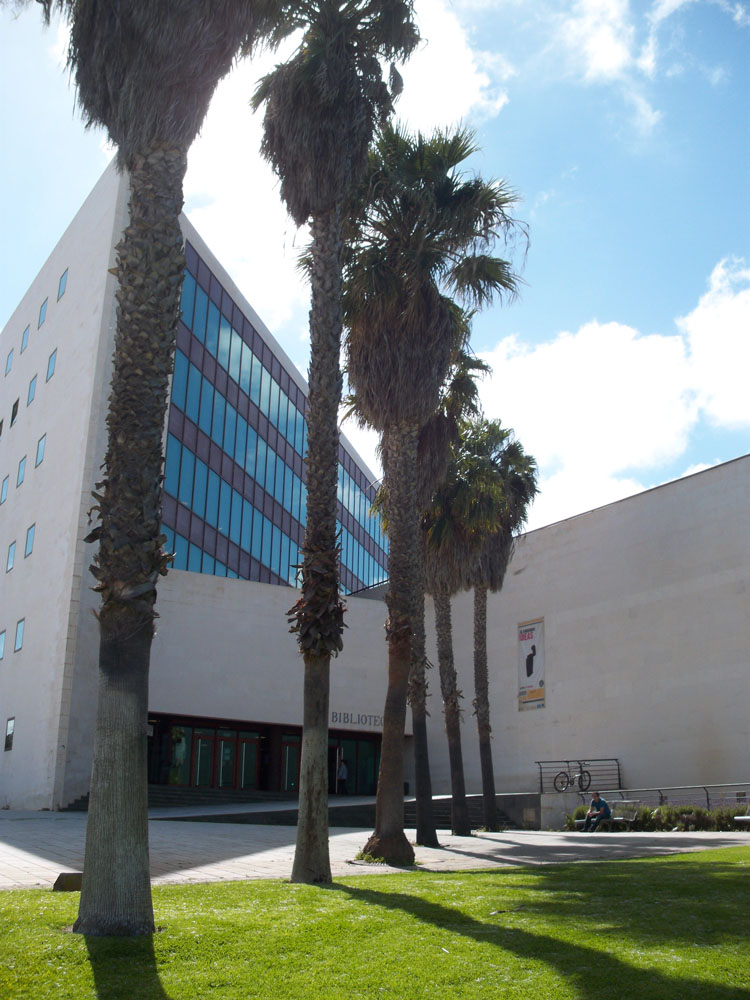
Biblioteca General de la Universidad de La Laguna

El Campus de Guajara es uno de los cinco campus de la Universidad de La Laguna. Está orientado a las ciencias humanas. Toma su nombre de una urbanización cercana, bautizada a su vez con el topónimo de una formación rocosa ubicada en Las Cañadas del Teide. 
En él se ubican la Facultad de Economía, Empresa y Turismo, la Facultad de Derecho, la Facultad de Ciencias Políticas, Sociales y de la Comunicación, la Facultad de Humanidades, la Sección de Psicología de la Facultad de Ciencias de la Salud, la Facultad de Ciencias de la Información (Periodismo), la Biblioteca General, el Aulario de Guajara y un edificio de servicios al alumnado ULL-CajaCanarias.
Próxima al campus se encuentra la Residencia Universitaria Parque de Las Islas (RUPI). 

## Historia

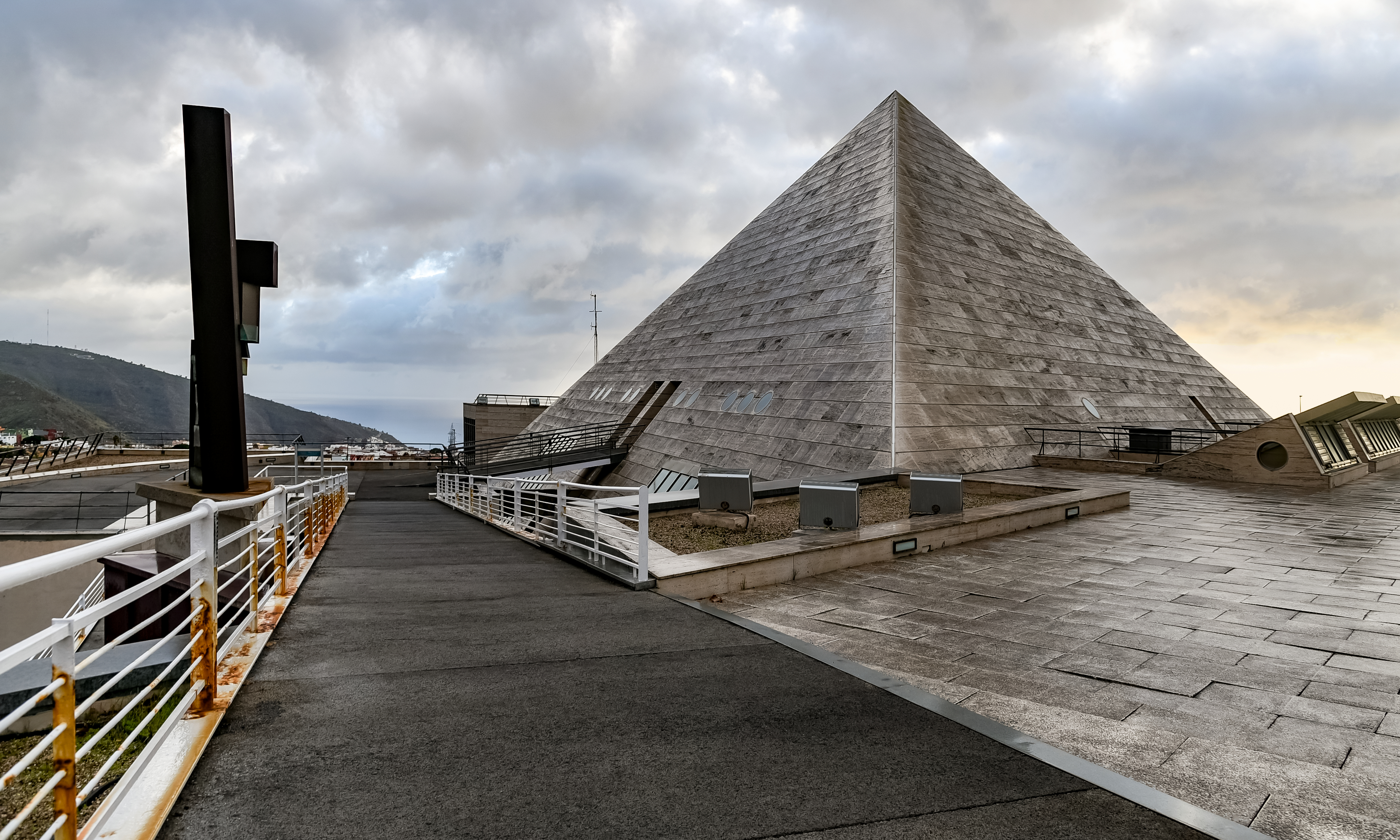
Facultad de Ciencias Políticas, Sociales y de la Comunicación

El campus inició su construcción en la década de 1980, respondiendo a un aumento de la oferta educativa y del número de alumnos que requería de una ampliación de las instalaciones universitarias. En un primer momento se edificó la Facultad de Derecho, bajo el diseño arquitectónico de Francisco Artengo Rufino y José Ángel Domínguez Anadón. Posteriormente se creó el espacio ajardinado donde se ubican los edificios departamentales de Humanidades, la Biblioteca General y el Aulario General. La Biblioteca General y de Humanidades, ubicada dentro de este campus (bajo el diseño arquitectónico de Francisco Artengo Rufino y José Ángel Domínguez Anadón), fue inaugurada en 1992 en el marco de la celebración del 200.º aniversario de la Universidad de La Laguna.

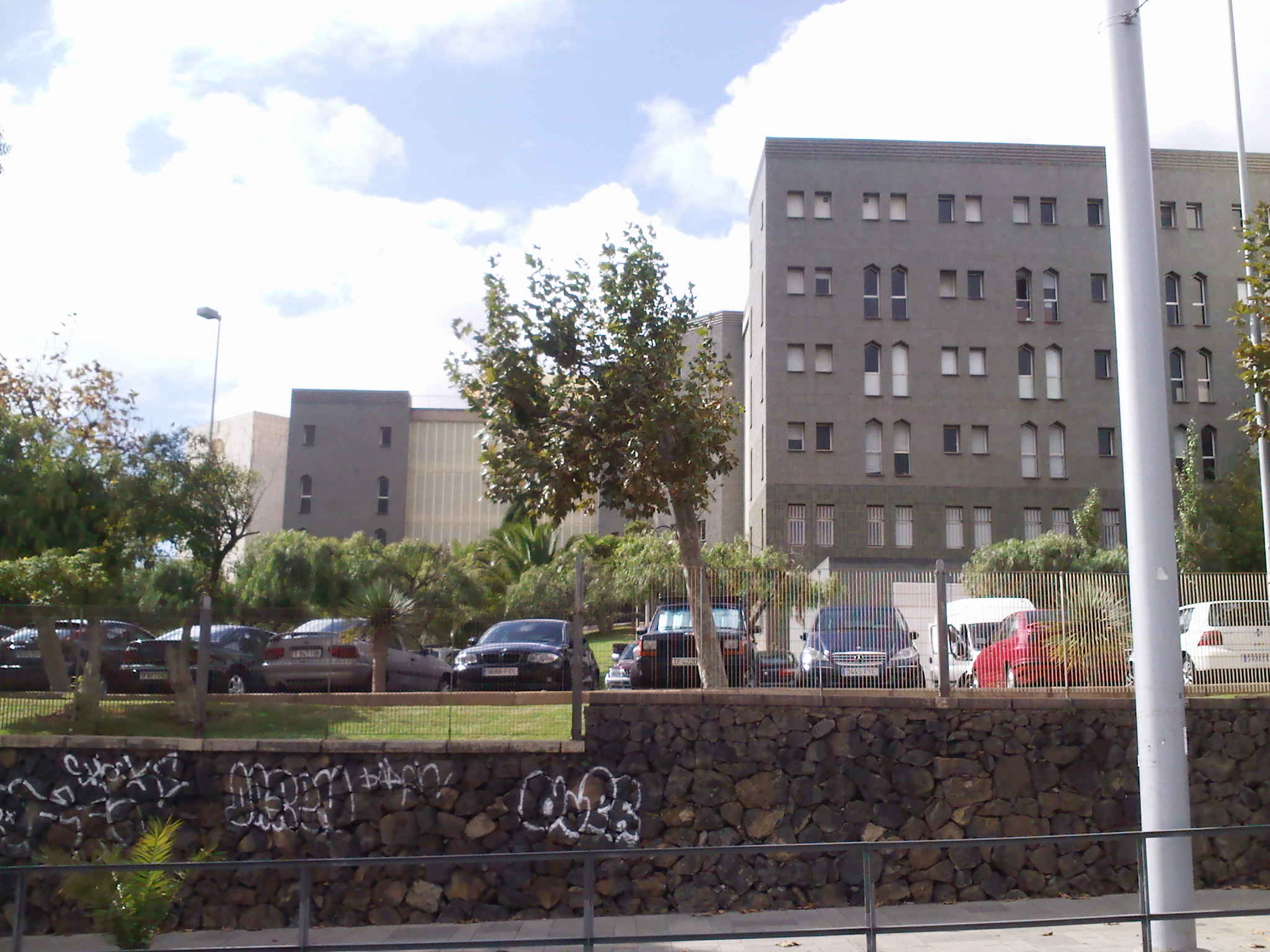
Edificios del campus.

Los diferentes edificios y espacios que conforman este campus son obra de diferentes arquitectos y estudios de arquitectura: el Aulario de Guajara fue diseñado por Enrique Seco Gómez; las edificaciones que conforman la Facultad de Humanidades (Geografía e Historia - Filología - Filosofía y Psicología) fueron obras de Javier Díaz-Llanos La Roche y Vicente Saavedra Martínez; la Facultad de Ciencias Económicas y Empresariales, nacida del diseño arquitectónico de José Miguel Molowny Barreto; y la Facultad de Filosofía, obra a su vez de la Oficina Técnica de la propia Universidad de La Laguna.
En sus jardines se encuentra una escultura en homenaje a la Paz, realizada por Paco Palomino.

## Departamentos
- Bellas Artes
- Ciencias de la Comunicación y Trabajo Social
- Cirugía, Oftalmología y Otorrinolaringología

- Derecho Constitucional, Ciencia Política y Filosofía del Derecho
- Derecho Público y Privado Especial y Derecho de la Empresa
- Disciplinas Jurídicas Básicas
- Dirección de Empresas e Historia Económica

- Economía Aplicada y Métodos Cuantitativos
- Economía, Contabilidad y Finanzas
- Filología Clásica, Francesa, Árabe y Románica
- Filología Española
- Filología Inglesa y Alemana
- Geografía e Historia
- Historia del Arte y Filosofía
- Psicología Clínica, Psicobiología y Metodología
- Psicología Cognitiva, Social y Organizacional
- Psicología Evolutiva y de la Educación
- Sociología y Antropología
- Trabajo Social y Servicios Sociales